# Armeria arcuata
Armeria arcuata é uma espécie de planta com flor pertencente à família Plumbaginaceae. 
A autoridade científica da espécie é Welw. ex Boiss. & Reut., tendo sido publicada em Pugillus Plantarum Novarum Africae Borealis Hispaniaeque Australis 101. 1852.

## Portugal
Trata-se de uma espécie presente no território português, nomeadamente em Portugal Continental.
Em termos de naturalidade é endémica da região atrás referida.

## Protecção
Não se encontra protegida por legislação portuguesa ou da Comunidade Europeia.